# Amerikaans ambassadeur bij de Verenigde Naties
De Amerikaanse ambassadeur bij de Verenigde Naties is het hoofd van de Amerikaanse delegatie bij de Verenigde Naties. De functie is formeler bekend als de "Permanente Vertegenwoordig naar de Verenigde Naties". De ambassadeur maakt doorgaans deel uit van het kabinet.
| Nr.    | Ambassadeur naar de Verenigde Naties Ambassador to the United Nations | Ambassadeur naar de Verenigde Naties Ambassador to the United Nations | Ambassadeur naar de Verenigde Naties Ambassador to the United Nations | Ambtstermijn      | Ambtstermijn      | Partij(en)               | President(en)               |
| ------ | --------------------------------------------------------------------- | --------------------------------------------------------------------- | --------------------------------------------------------------------- | ----------------- | ----------------- | ------------------------ | --------------------------- |
| 1      |                                                                       | Edward Stettinius                                                     | Edward Stettinius (1900–1949)                                         | 16 januari 1946   | 3 juni 1946       | D                        | Harry S. Truman (1945–1953) |
| [ 2 ]  |                                                                       | Herschel Johnson                                                      | Herschel Johnson (1894–1966)                                          | 3 juni 1946       | 17 januari 1947   | D                        | Harry S. Truman (1945–1953) |
| 2      |                                                                       | Warren Austin                                                         | Warren Austin (1877–1962)                                             | 17 januari 1947   | 22 januari 1953   | R                        | Harry S. Truman (1945–1953) |
| 2      | Dwight D. Eisenhower (1953–1961)                                      | Warren Austin                                                         | Warren Austin (1877–1962)                                             | 17 januari 1947   | 22 januari 1953   | R                        |                             |
| 3      |                                                                       | Henry Cabot Lodge jr.                                                 | Henry Cabot Lodge jr. (1902–1985)                                     | 22 januari 1953   | 8 september 1960  | R                        |                             |
| 4      |                                                                       | Jerry Wadsworth                                                       | Jerry Wadsworth (1905–1984)                                           | 8 september 1960  | 20 januari 1961   | R                        |                             |
| 5      |                                                                       | Adlai Stevenson II                                                    | Adlai Stevenson II (1900–1965)                                        | 20 januari 1961   | 14 juli 1965      | D                        | John F. Kennedy (1961–1963) |
| 5      | Lyndon B. Johnson (1963–1969)                                         | Adlai Stevenson II                                                    | Adlai Stevenson II (1900–1965)                                        | 20 januari 1961   | 14 juli 1965      | D                        |                             |
| Vacant |                                                                       |                                                                       |                                                                       |                   |                   |                          |                             |
| 6      |                                                                       | Arthur Goldberg                                                       | Arthur Goldberg (1908–1990)                                           | 28 juli 1965      | 26 juni 1968      | D                        |                             |
| 7      |                                                                       | George Ball                                                           | George Ball (1909–1994)                                               | 26 juni 1968      | 25 september 1968 | D                        |                             |
| 8      |                                                                       | James Wiggins                                                         | James Wiggins (1903–2000)                                             | 25 september 1968 | 20 januari 1969   | D                        |                             |
| 9      |                                                                       | Charles Yost                                                          | Charles Yost (1907–1981)                                              | 20 januari 1969   | 1 maart 1971      | D                        | Richard Nixon (1969–1974)   |
| 10     |                                                                       | George H.W. Bush                                                      | George H.W. Bush (1924–2018)                                          | 1 maart 1971      | 18 januari 1973   | R                        | Richard Nixon (1969–1974)   |
| Vacant |                                                                       |                                                                       |                                                                       |                   |                   |                          | Richard Nixon (1969–1974)   |
| 11     |                                                                       | John Scali                                                            | John Scali (1918–1995)                                                | 20 februari 1973  | 30 juni 1975      | R                        | Richard Nixon (1969–1974)   |
| 11     | Gerald Ford (1974–1977)                                               | John Scali                                                            | John Scali (1918–1995)                                                | 20 februari 1973  | 30 juni 1975      | R                        |                             |
| 12     |                                                                       | Pat Moynihan                                                          | Pat Moynihan (1927–2003)                                              | 30 juni 1975      | 2 februari 1976   | D                        |                             |
| Vacant |                                                                       |                                                                       |                                                                       |                   |                   |                          |                             |
| 13     |                                                                       | Bill Scranton                                                         | Bill Scranton (1917–2013)                                             | 15 maart 1976     | 20 januari 1977   | R                        |                             |
| Vacant | Vacant                                                                | Vacant                                                                | Vacant                                                                | Vacant            | Vacant            | Vacant                   | Jimmy Carter (1977–1981)    |
| 14     |                                                                       | Andrew Young                                                          | Andrew Young (1932)                                                   | 30 januari 1977   | 23 september 1979 | D                        | Jimmy Carter (1977–1981)    |
| 15     |                                                                       | Donald McHenry                                                        | Donald McHenry (1936)                                                 | 23 september 1979 | 20 januari 1981   | D                        | Jimmy Carter (1977–1981)    |
| 16     |                                                                       | Jeane Kirkpatrick                                                     | Jeane Kirkpatrick (1926–2006)                                         | 20 januari 1981   | 1 april 1985      | D                        | Ronald Reagan (1981–1989)   |
| Vacant |                                                                       |                                                                       |                                                                       |                   |                   |                          | Ronald Reagan (1981–1989)   |
| 17     |                                                                       | Vernon Walters                                                        | Vernon Walters (1917–2002)                                            | 22 mei 1985       | 15 maart 1989     | O                        | Ronald Reagan (1981–1989)   |
| 17     | George H.W. Bush (1989–1993)                                          | Vernon Walters                                                        | Vernon Walters (1917–2002)                                            | 22 mei 1985       | 15 maart 1989     | O                        |                             |
| 18     |                                                                       | Tom Pickering                                                         | Tom Pickering (1931)                                                  | 15 maart 1989     | 12 mei 1992       | O                        |                             |
| 19     |                                                                       | Edward Perkins                                                        | Edward Perkins (1928–2020)                                            | 12 mei 1992       | 27 januari 1993   | R                        |                             |
| 19     | Bill Clinton (1993–2001)                                              | Edward Perkins                                                        | Edward Perkins (1928–2020)                                            | 12 mei 1992       | 27 januari 1993   | R                        |                             |
| 20     |                                                                       | Madeleine Albright                                                    | Madeleine Albright (1937–2022)                                        | 27 januari 1993   | 23 januari 1997   | D                        |                             |
| 21     |                                                                       | Bill Richardson                                                       | Bill Richardson (1947–2023)                                           | 23 januari 1997   | 18 augustus 1998  | D                        |                             |
| [ 2 ]  |                                                                       | Peter Burleigh                                                        | Peter Burleigh (1942)                                                 | 18 augustus 1998  | 7 september 1999  | O                        |                             |
| 22     |                                                                       | Richard Holbrooke                                                     | Richard Holbrooke (1941–2010)                                         | 7 september 1999  | 20 januari 2001   | D                        |                             |
| [ 2 ]  |                                                                       | James Cunningham                                                      | James Cunningham (1952)                                               | 20 januari 2001   | 20 september 2001 | O                        | George W. Bush (2001–2009)  |
| 23     |                                                                       | John Negroponte                                                       | John Negroponte (1939)                                                | 20 september 2001 | 24 juni 2004      | R                        | George W. Bush (2001–2009)  |
| Vacant |                                                                       |                                                                       |                                                                       |                   |                   |                          | George W. Bush (2001–2009)  |
| 24     |                                                                       | John Danforth                                                         | John Danforth (1936)                                                  | 20 juli 2004      | 20 januari 2005   | R                        | George W. Bush (2001–2009)  |
| [ 2 ]  |                                                                       | Anne Patterson                                                        | Anne Patterson (1949)                                                 | 20 januari 2005   | 1 augustus 2005   | O                        | George W. Bush (2001–2009)  |
| 25     |                                                                       | John Bolton                                                           | John Bolton (1948)                                                    | 1 augustus 2005   | 31 december 2006  | R                        | George W. Bush (2001–2009)  |
| [ 2 ]  |                                                                       | Alex Wolff                                                            | Alex Wolff (1956)                                                     | 31 december 2006  | 30 april 2007     | O                        | George W. Bush (2001–2009)  |
| 26     |                                                                       | Zalmay Khalilzad                                                      | Zalmay Khalilzad (1951)                                               | 30 april 2007     | 22 januari 2009   | R                        | George W. Bush (2001–2009)  |
| 26     | R                                                                     | Zalmay Khalilzad                                                      | Zalmay Khalilzad (1951)                                               | 30 april 2007     | 22 januari 2009   | Barack Obama (2009–2017) |                             |
| 27     |                                                                       | Susan Rice                                                            | Susan Rice (1964)                                                     | 22 januari 2009   | 1 juli 2013       | Barack Obama (2009–2017) | D                           |
| [ 2 ]  |                                                                       | Rosemary DiCarlo                                                      | Rosemary DiCarlo (1947)                                               | 1 juli 2013       | 5 augustus 2013   | Barack Obama (2009–2017) | O                           |
| 28     |                                                                       | Samantha Power                                                        | Samantha Power (1970)                                                 | 5 augustus 2013   | 20 januari 2017   | Barack Obama (2009–2017) | D                           |
| [ 2 ]  |                                                                       | Miriam Sapiro                                                         | Michele Sison (1959)                                                  | 20 januari 2017   | 27 januari 2017   | D                        | Donald Trump (2017–2012)    |
| 29     |                                                                       | Nikki Haley                                                           | Nikki Haley (1972)                                                    | 27 januari 2017   | 1 januari 2019    | R                        | Donald Trump (2017–2012)    |
| [ 2 ]  |                                                                       | Jonathan Cohen                                                        | Jonathan Cohen (1961)                                                 | 1 januari 2019    | 12 september 2019 | O                        | Donald Trump (2017–2012)    |
| 30     |                                                                       | Kelly Craft                                                           | Kelly Craft (1962)                                                    | 12 september 2019 | 20 januari 2021   | R                        | Donald Trump (2017–2012)    |
| [ 2 ]  |                                                                       | Richard Mills                                                         | Richard Mills (1959)                                                  | 20 januari 2021   | 25 februari 2021  | O                        | Joe Biden (2021–2025)       |
| 31     |                                                                       | Linda Thomas-Greenfield                                               | Linda Thomas- Greenfield (1952)                                       | 25 februari 2021  | 20 januari 2025   | O                        | Joe Biden (2021–2025)       |
| [ 2 ]  |                                                                       | Dorothy Shea                                                          | Dorothy Shea                                                          | 20 januari 2025   | heden             | O                        | Donald Trump (2025–heden)   |